# Yanguas
Yanguas település Spanyolországban, Soria tartományban. Yanguas San Pedro Manrique, Villar del Río, Munilla és Enciso községekkel határos. Lakosainak száma 106 fő (2024).

## Népesség
A település népessége az elmúlt években az alábbi módon változott:
| Lakosok száma | 140  | 128  | 123  | 114  | 123  | 121  | 93   | 113  | 106  | 106  |
|               | 2001 | 2004 | 2007 | 2009 | 2012 | 2014 | 2017 | 2019 | 2022 | 2024 |